# Som Gospel (álbum de Kleber Lucas)
Som Gospel é uma coletânea musical de canções do cantor Kleber Lucas, lançada pela MK Music em 2010. As quinze canções foram remasterizadas e o encarte é no formato slidepac. Por vender mais de quarenta mil cópias, foi certificado com disco de ouro pela ABPD.

## Faixas
1. "Quatro Estações"
2. "Comunhão"
3. "O Melhor está por Vir"
4. "Casa de Davi, Casa de Oração"
5. "Te Agradeço"
6. "Pra Valer a Pena"
7. "Nova Criatura"
8. "Muito mais de Deus"
9. "Purifica-me"
10. "Perdão"
11. "Vou Seguir com Fé"
12. "Aos Pés da Cruz"
13. "Deus Forte"
14. "Vimos Adorar"
15. "Deus Cuida de Mim"